# Marginella falsebayensis
Marginella falsebayensis is een slakkensoort uit de familie van de Marginellidae. De wetenschappelijke naam van de soort is voor het eerst geldig gepubliceerd in 2012 door V. Velsdman & S. G. Veldsman.